# Wolfe County
Wolfe County is een county in de Amerikaanse staat Kentucky.
De county heeft een landoppervlakte van 577 km² en telt 7.065 inwoners (volkstelling 2000). De hoofdplaats is Campton.

## Bevolkingsontwikkeling

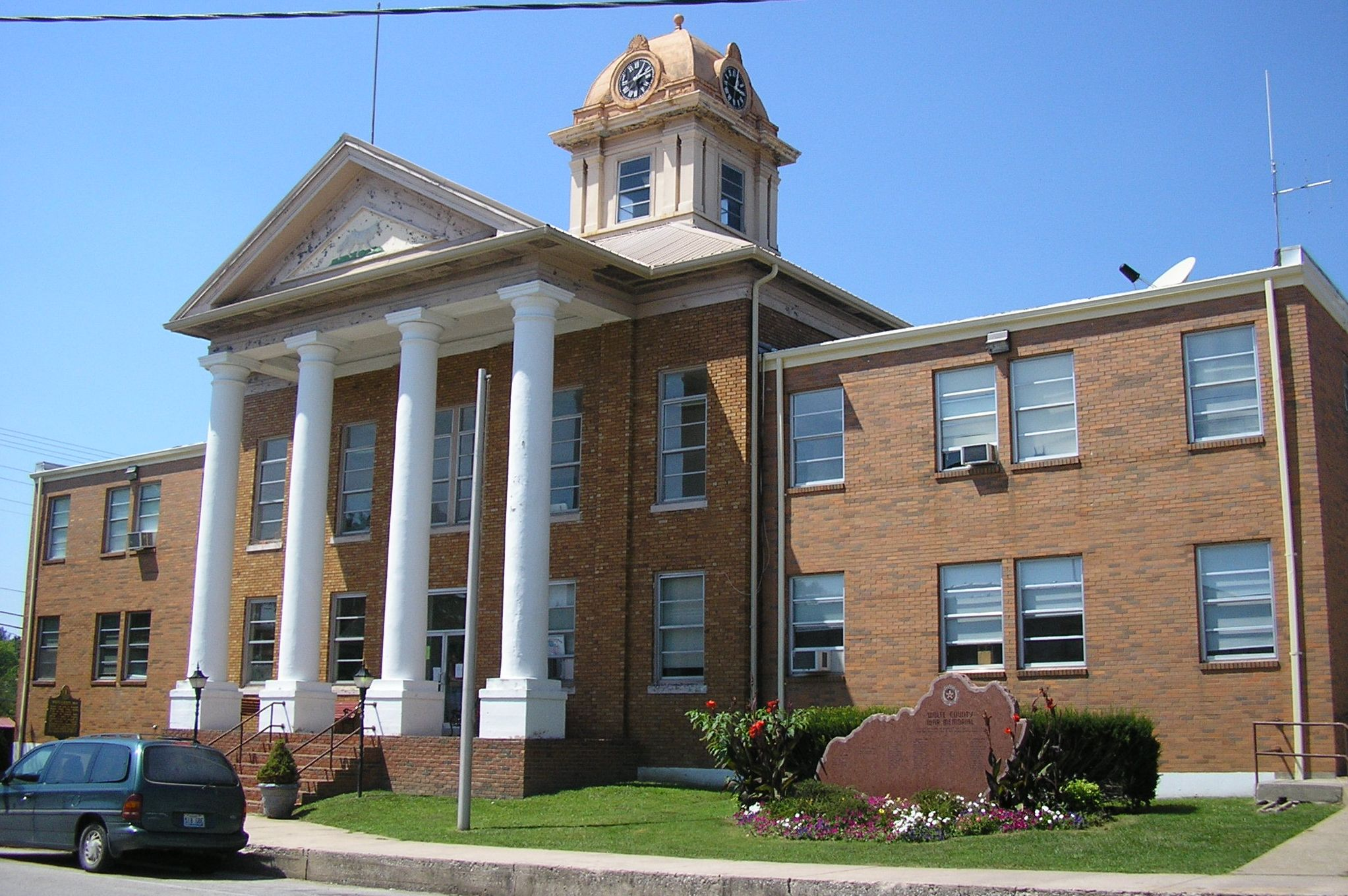
Wolfe County Courthouse